# Víctor Cata
Víctor Manuel Vásquez Castillejos (Juchitán de Zaragoza, 17 de diciembre de 1973), más conocido como Víctor Cata, es un historiador, lingüista y escritor mexicano.

## Biografía
Cursó la Licenciatura en Historia en la Universidad Nacional Autónoma de México y, más tarde, continuó su formación en la Maestría en Lingüística Indoamericana del Centro de Investigaciones y Estudios Superiores en Antropología Social.
Fue becario del Fondo Nacional para la Cultura y las Artes (2005-2006), del Programa de Apoyo a las Culturas Municipales y Comunitarias (2007-2008) y formó parte del Sistema Nacional de Creadores de Arte de Conaculta entre 2014 y 2016.
Entre 2018 y 2022, laboró en la Subsecretaría de Diversidad Cultural de la Secretaría de Cultura de México. En 2022, fue designado como titular de la Secretaría de las Culturas y las Artes de Oaxaca por el gobernador estatal Salomón Jara Cruz.

## Premios y reconocimientos
En 2015, el Congreso del Estado de Oaxaca le otorgó la Medalla Andrés Henestrosa, en reconocimiento de su trabajo en favor de la lengua zapoteca. En 2019, resultó ganador del Premio Centzontle por su libro Guichiyoo / Testamento.

## Obra selecta
- Nacasinu diidxa’. Sólo somos memoria (2009)
- Libana. Discursos ceremoniales de los zapotecos (2012)
- Solo somos palabra (2019)
- Guichiyoo / Testamento (2021)